# Jubanyella
Genre
Jubanyella est un genre de narcoméduses (hydrozoaires) de la famille des Aeginidae.

## Liste d'espèces
Selon World Register of Marine Species (3 février 2019) :
- Jubanyella plemmyris Fuentes & Pages, 2006

## Publication originale
- Fuentes & Pages, 2006 : Description of Jubanyella plemmyris gen. nov. et sp. nov. (Cnidaria: Hydrozoa: Narcomedusae) from a specimen stranded off Jubany Antarctic station, with a new diagnosis for the family Aeginidae. Journal of Plankton Research, vol. 28, n. 10, pp. 959–963 (introduction) (en).